# Tempbot
Tempbot es un cortometraje y falso documental sudafricano-estadounidense de 2007 de ciencia ficción y drama, dirigido por Neill Blomkamp y escrito por Mark Fitzloff.

## Premisa
La película, de estilo documental, sigue la historia de Tempbot, un robot que trabaja temporalmente en Oregon Textiles.

## Reparto
- Lauren K. Robek
- Patricia Idlette
- Balinder Johal
- Trevor Cawood
- Kirk Karasin
- Lynda Carter